# 2004년
2004년은 목요일로 시작하는 윤년이다.

## 사건
- 1월 1일 - 노무현 대통령은 신년사에서 경제회복과 민생안정에 최선을 다하겠다고 다짐하였다.
- 1월 3일 - 이집트 민간 항공사 플래시 에어의 보잉 737 전세기가 홍해에 추락, 탑승자 148명이 전원 사망하였다.
- 1월 5일 - 부룬디의 후투족 무장 조직인 FNL(fr)이 2003년 12월 31일 발표한 선전 포고를 철회하고 도미티앵 은다이제예(fr) 대통령과 협상할 것을 받아들이다.
- 1월 11일 - 열린우리당은 전당대회를 열어 정동영 의원을 당의장으로 선출하다.
- 2월 4일 - 안상영 부산광역시장이 구치소에서 자살하다.
- 2월 8일 - 러일 전쟁 개전 100주년
- 3월 11일 - 알 카에다 국제테러단체가 스페인에서 마드리드의 아토차역에서 동시다발테러사건을 일으킴.
- 3월 12일 - 노무현 대통령 탄핵소추안이 국회를 통과하면서 노무현 대통령이 직무정지되었다.
- 3월 20일 - 중화민국 총통 선거에서 천수이볜 총통이 재선되다.
- 4월 1일 - KTX가 개통되고 통일호가 종운 되었다. 이후 남은 열차는 통근열차로 명칭을 변경하여 지금까지 운행 중이다.
- 4월 15일 - 대한민국 제17대 국회의원 선거가 실시되다.
- 4월 22일 - 룡천 열차폭발 사고: 조선민주주의인민공화국 평안북도 용천에서 가연성 물질을 싣고가던 열차가 폭발하다. 3000여 명의 사상자를 낸 것으로 추정되고 있다.
- 4월 28일 - 광주 도시철도 1호선 녹동역~상무역 구간이 개통하다.
- 5월 1일 - 유럽 연합 확장: 라트비아·리투아니아·몰타·슬로바키아·슬로베니아·에스토니아·체코·키프로스·폴란드·헝가리 가입하다.
- 5월 5일 - 개기월식이 일어나다.
- 5월 10일 - 일본의 황태자 나루히토가 기자회견에서 부인 발언을 시작하다.
- 5월 14일 - 헌법재판소가 노무현 대통령 탄핵소추안을 기각하면서 노무현 대통령이 대통령직으로 복귀하였다.
- 5월 25일 - 탄핵소추 기간 동안 대통령 권한대행을 맡았던 고건 총리가 사임하다.
- 5월 26일 - 제1차 남북장성급군사회담이 개최되다.
- 5월 28일 - 이야드 알라위가 이라크 임시정부 총리에 선출되다.
- 5월 29일 - 대한민국 제16대 국회 임기 종료.
- 5월 30일 - 대한민국 제17대 국회 임기 시작.
- 5월 31일 - 이라크에서 김선일이 알 자르카위가 이끄는 무장단체에 피랍되다.
- 6월 9일 - 불량 만두 파동이 일어나다.
- 6월 22일 - 이라크에서 김선일이 알 자르카위가 이끄는 무장단체에 의해서 피살되다.
- 6월 28일
  - 이라크 연합국 임시행정처가 이라크 임시정부에 주권을 이양하다.
  - 리비아가 미국과 재수교하다.
- 6월 30일 - 이해찬이 국무총리에 취임하다.
- 7월 4일 - 태풍 <민들레>가 대한민국에 상륙하다.
- 7월 18일 - 연쇄살인범 유영철이 체포되다.
- 7월 27일 - 탈북자 468명 집단 입국하다.(~28일)
- 8월 25일 - 김영란이 대한민국 최초의 여성 대법관에 임용되다.
- 8월 30일 - 대구 지하철 화재 참사 방화범 김대한이 진주교도소에서 지병으로 사망하다.
- 9월 1일 - 러시아 북오세티야공화국 베슬란 시의 한 학교에서 체첸 반군에 의한 인질 사태가 벌어지다. (~3日) 인질 1000여 명 이상 사상.
- 9월 4일 - 대한민국의 유명 사극 불멸의 이순신이 첫 방송 되었다.
- 9월 5일 - 야구선수와 연예인들에 대한 병역비리 수사가 시작됐다. 여기서 송승헌, 한재석, 장혁 등의 연예인이 연루되었으며, 한재석은 11월 15일, 송승헌과 장혁은 11월 16일 군에 입대했다.
- 9월 9일 - 북한 양강도에서 수력 발전소 건설을 위한 폭파가 원자력 발전소 폭파로 잘못 포착되어 언론에 보도되다.
- 9월 23일 - 성매매 특별법이 시행되다.
- 10월 21일 - 2004년 대한민국 행정수도 이전: 헌법재판소가 행정수도 이전 특별법에 대하여 위헌 판결하다.
- 10월 23일 - 일본 니가타현에서 지진이 일어나다.
- 10월 26일 - 강원도 중부전선에서 DMZ 3중철책 절단사건이 벌어지다.
- 10월 27일 - 경기도 화성시 봉담읍 와우리에서 경기도 ㄱ모 대학교 관광학부 2학년 노 모양이 실종되었다가 46일 만에 변사체로 발견된 사건이 있었다.
- 10월 30일 - 기초단체장 재·보궐 선거가 실시되다.

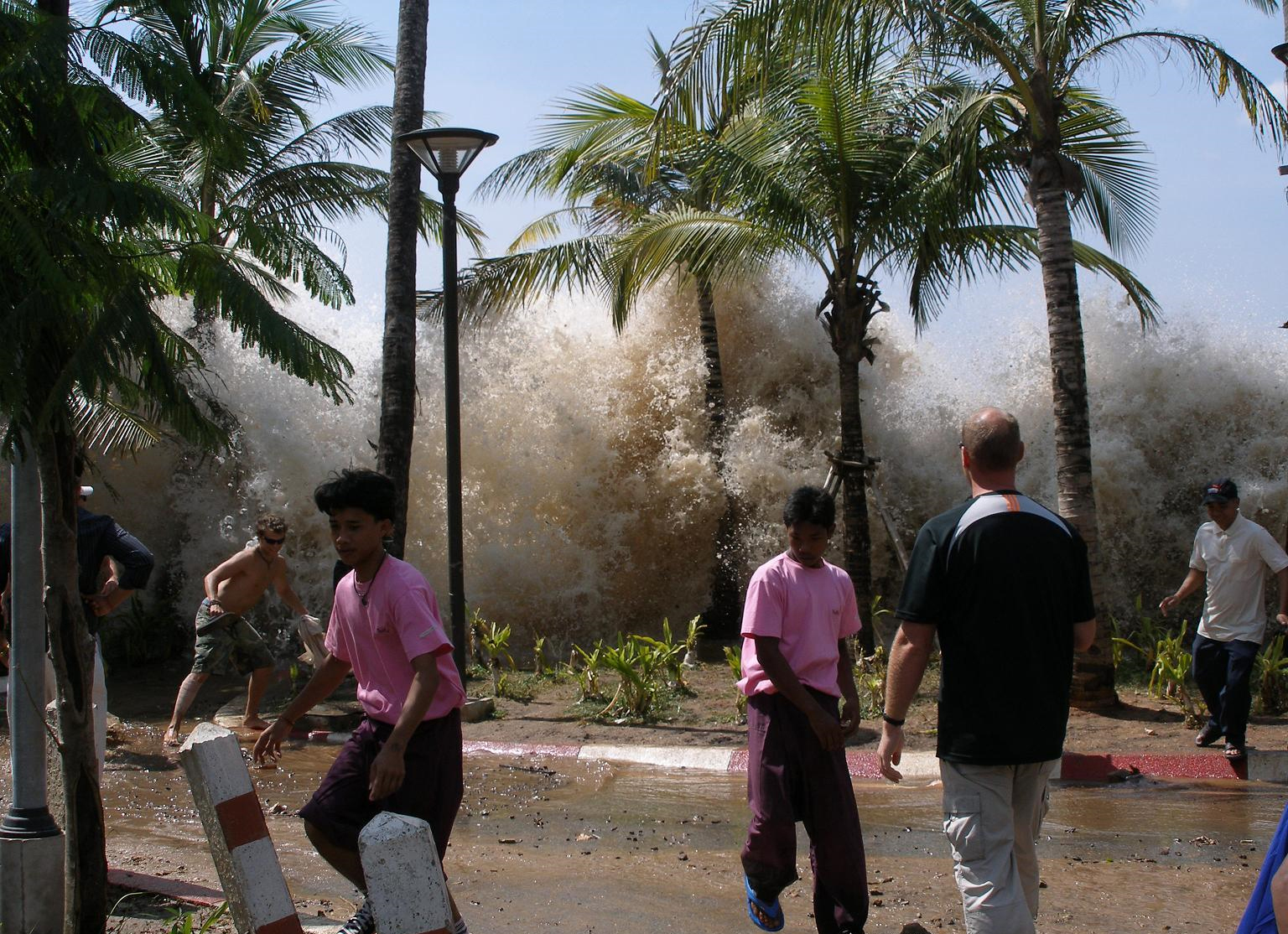
2004년 인도양 지진 해일 사태.

- 11월 2일 - 2004년 미국 대통령 선거: 공화당 소속 조지 W. 부시 대통령이 재선에 성공하다.
- 12월 8일 - 대한민국군 이라크 파병: 노무현 대통령, 이라크 파견 자이툰부대 방문.
- 12월 11일 - 중화민국 6대 입법원 총선거에서 야권이 승리하다.
- 12월 26일
  - 2004년 인도양 지진 해일
  - 우크라이나의 빅토르 유셴코 후보가 대통령선거 결선 재투표에서 승리하다.(오렌지 혁명)

## 문화
- 1월 1일
  - 한국철도시설공단(현 국가철도공단) 출범.
  - 증산도미디어(현 STB미디어) 출범.
- 1월 16일
  - 마이크로소프트에서 마이크로소프트 오피스 97의 판매와 지원을 종료되었다.
  - 분당선 이매역이 개통되었다.
- 2월 2일 - K리그의 안양 LG 치타스가 서울특별시로 연고이전을 하여 FC 서울로 변경됐다.
- 2월 27일 - KBS 2TV 어린이 드라마 매직키드 마수리가 496회를 끝으로 종영되면서 역대 최장수 작품으로 기록되었다.
- 2월 28일 - 생방송 브라보 나눔로또 방송을 65회까지 서울영등포경찰서만 하고 끝났다.
- 2월 29일 - SBS가 마지막으로 여의도 사옥에서 방송을 송출하였다.
- 3월 1일 - SBS가 서울특별시 양천구 목동 신사옥에서 방송을 처음 송출하였다.
- 3월 7일 - 생방송 브라보 나눔로또 방송을 66회부터 서울양천경찰서에서 참관하였다.
- 3월 23일 - MBC 드라마 대장금이 종영했다.
- 3월 31일 - 통일호 열차가 49년만에 마지막 운행을 끝으로 퇴역하였다.
- 4월 1일 - 한국고속철도(KTX)(동대구~경주, 울산 경유 부산 구간 제외)가 개통되었다.
- 4월 26일 -
  - 한솔교육 재미나라의 올챙이와 개구리 율동동요(1)가 출시되다.
  - KBS 제2FM 키스 더 라디오 첫방송.
- 4월 28일 - 광주 도시철도 1호선 녹동 ~ 상무 구간이 개통되었다.
- 5월 1일 - 서울광장 개장.
- 5월 10일
  - 명탐정 코난 2기가 한국에서 투니버스를 통해 새로 방영되다.
  - 아따맘마가 한국에서 투니버스를 통해 첫 방영되다.
- 5월 21일 - FIFA 창설 100주년.
- 5월 24일 - 대한민국 국회방송 개국.
- 6월 7일 - 소닉 어드밴스 3가 발매되었다.
- 6월 12일 ~ 7월 4일 - 유로 2004 대회가 포르투갈에서 개최되었다. (우승:그리스)
- 6월 15일 - 콘스탄티노폴리스 총대주교청 시노드에서 한국 정교회를 수도 대교구로 승격시켰다.
- 6월 20일 - 소티리오스 트람바스 수도 대주교가 초대 한국 정교회 수도 대주교로 착좌했다.
- 6월 23일
  - 경남도립미술관이 개관하였다.
  - 원적산터널이 개통되었다.
- 6월 24일 - 대한민국 천주교 의정부교구가 설정되었다.
- 6월 30일 - 마이크로소프트에서 윈도우 NT 4.0과 인터넷 익스플로러 3의 모든 지원을 종료하였으며, 이와 동시에 마이크로소프트 오피스 2000의 메인스트림 지원을 종료했다.
- 7월 1일 - 서울특별시 버스 교통개편.
- 8월 5일 - 중화인민공화국 광저우 바이윈 국제공항 개항.
- 8월 13일~8월 29일 - 2004년 하계 올림픽이 그리스 아테네에서 개최되었다.
- 9월 1일 - 현대자동차에서 NF쏘나타를 출시하다.
- 9월 10일 ~ 11월 13일 - 2004 광주비엔날레.
- 9월 17일 - 남부운전면허시험장에서 운전면허학과시험이 컴퓨터학과시험을 운영을 하기 시작했다.
- 9월 19일 ~ 9월 28일 - 2004년 하계 패럴림픽이 그리스 아테네에서 개최되었다.
- 9월 22일
  - 대한올림픽위원회는 2004년 아테네 올림픽 체조 개인종목에서 오심으로 인해 금메달을 놓친 양태영 선수에게 자체 제작한 금메달과 함께 금메달에 상응하는 격려금도 주었다.
  - LG텔레콤과 한국대중음악비상대책협의회는 양해각서를 체결하고, MP3폰의 무료 MP3 파일 재생에 사용제한을 두지 않기로 합의했다.
- 9월 24일 - 분당선 구룡역이 개통되었다.
- 10월 11일 - 이한택 주교가 초대 천주교 의정부교구장에 착좌하였다.
- 10월 28일 - 메이저 리그 베이스볼 월드 시리즈 4차전에서 보스턴 레드삭스가 세인트루이스 카디널스를 3대 0으로 꺾고 시리즈 전적 4승으로 1918년 이후 86년만에 통산 6번째 우승을 달성하였다.
- 10월 30일 - 로또 6/45가 100회를 맞이했다.
- 11월 1일 - KBO 리그 한국시리즈 9차전에서 현대 유니콘스가 삼성 라이온즈를 8대 7로 꺾고 시리즈 전적 4승 3무 2패로 통산 4번째 우승을 달성하였다. 2003년 한국시리즈에 이은 2연패이다.
- 11월 17일 - 대한민국, 2005학년도 대학수학능력시험을 실시하였다.
- 11월 26일 - 분당선 보정역이 개통되었다.
- 12월 15일 - 개성공단에서의 남북 협력 첫 생산품인 리빙아트 냄비 세트가 서울 롯데백화점에서 첫 판매되었다.
- 12월 31일
  - 마이크로소프트에서 윈도우 NT 4.0 서버와 인터넷 익스플로러 4의 모든 지원을 종료했다.
  - 경인방송, 방송위원회의 재허가 추천 거부로 TV 방송 폐국.

## 탄생

### 1월
- 1월 3일
  - 일본의 아이돌 마츠오 미유 (노기자카46).
  - 캐나다의 프리스타일 스키 선수 미아 퐁텐.
- 1월 4일
  - 대한민국의 배우 김주아.
  - 프랑스의 농구 선수 빅토르 웸바냐마.
- 1월 5일 - 대한민국의 배우 안지호.
- 1월 7일 - 미국의 배우 소피아 와일리.
- 1월 8일 - 대한민국의 바둑 기사 권효진.
- 1월 10일 - 대한민국의 래퍼 NSW 윤.
- 1월 11일 - 대한민국의 가수 예원.
- 1월 12일 - 대한민국의 배우 안서현.
- 1월 13일 - 대한민국의 가수 현승 (피커스).
- 1월 15일 - 대한민국의 배우 이영은.
- 1월 16일 - 대한민국의 가수 하윤.
- 1월 18일 - 대한민국의 바둑 기사 이연.
- 1월 19일 - 대한민국의 래퍼 터치 더 스카이.
- 1월 20일
  - 대한민국의 축구 선수 김세훈.
  - 대한민국의 축구 선수 전유경.
  - 일본의 가수 야마구치 키라.
- 1월 21일
  - 대한민국의 가수 우주.
  - 대한민국의 축구 선수 김혁구.
  - 노르웨이의 공주 노르웨이 공주 잉리드 알렉산드라.
- 1월 26일 - 대한민국의 가수 설윤.
- 1월 27일 - 대한민국의 가수 정승환.
- 1월 29일 - 대한민국의 배우 조용진.
- 1월 30일 - 대한민국의 가수 젬마.
- 1월 31일 - 대한민국의 리그 오브 레전드 프로게이머 제우스.

### 2월
- 2월 2일 - 일본의 아이돌 이와모토 렌카.
- 2월 3일 - 일본의 가수 레이.
- 2월 5일
  - 대한민국의 바둑 기사 김윤태.
  - 대한민국의 농구 선수 박성진.
- 2월 6일 - 대한민국의 배우 이재인.
- 2월 7일 - 대한민국의 치과의사 김기현.
- 2월 8일 - 일본의 아이돌 오오니시 후가.
- 2월 9일
  - 대한민국의 리그 오브 레전드 프로게이머 카우.
  - 대한민국의 가수 정원 (ENHYPEN).
- 2월 11일 - 대한민국의 리그 오브 레전드 프로게이머 카엘.
- 2월 12일 - 대한민국의 가수 정지민.
- 2월 13일 - 대한민국의 배우 류한비.
- 2월 15일 - 대한민국의 축구 선수 박장한결.
- 2월 16일 - 대한민국의 배우 노준혁.
- 2월 18일
  - 대한민국의 배우 이효제.
  - 대한민국의 가수 규리.
  - 중화인민공화국의 바둑 기사 탕자원.
  - 미국의 배우 카일리 로저스.
- 2월 19일 - 잉글랜드의 배우 밀리 보비 브라운.
- 2월 20일 - 대한민국의 가수 노아.
- 2월 21일 - 대한민국의 배우 이찬주.
- 2월 23일 - 대한민국의 가수 아리.
- 2월 25일 - 대한민국의 축구 선수 박석민.
- 2월 27일 - 대한민국의 수필가 박세현.

### 3월
- 3월 3일 - 대한민국의 가수 박종민.
- 3월 5일 - 대한민국의 배우 최수인.
- 3월 7일 - 대한민국의 야구 선수 김정민.
- 3월 8일 - 대한민국의 수영 선수 김민섭.
- 3월 9일 - 대한민국의 배우 유은미.
- 3월 10일 - 일본의 가수 코토네.
- 3월 11일
  - 대한민국의 축구 선수 조영광.
  - 대한민국의 연습생 최민서 (소년판타지).
- 3월 12일 - 대한민국의 가수 김우석.
- 3월 14일 - 대한민국 태생 미국의 야구 선수 장현석.
- 3월 16일
  - 대한민국의 육상 선수 양예빈.
  - 일본의 아이돌 키타가와 리오.
- 3월 17일 - 대한민국의 가수 강민서.
- 3월 18일
  - 대한민국의 당구 선수 장가연.
  - 대한민국의 가수 이재희.
- 3월 20일
  - 대한민국의 가수 벨 (키스 오브 라이프).
  - 대한민국의 피아니스트 임윤찬.
- 3월 21일 - 대한민국의 가수 앤톤.
- 3월 23일 - 일본의 아이돌 오카자키 코타로.
- 3월 24일 - 대한민국의 가수 다민.
- 3월 25일
  - 대한민국의 축구 선수 김현서.
  - 대한민국의 리그 오브 레전드 프로게이머 준민.
- 3월 26일 - 일본의 가수 리마.
- 3월 27일 - 일본의 아이돌 오오타 유키.
- 3월 28일 - 러시아의 피겨 스케이팅 선수 안나 셰르바코바.
- 3월 29일 - 대한민국의 축구 선수 김주찬.

### 4월
- 4월 5일 - 일본의 가수 하루토.
- 4월 8일 - 대한민국의 가수 주현. (라잇썸)
- 4월 9일 - 대한민국의 배우 김수정.
- 4월 12일
  - 대한민국의 양궁 선수 김제덕.
  - 대한민국의 야구 선수 곽도규.
- 4월 14일 - 대한민국의 가수 윤.
- 4월 16일
  - 대한민국의 가수 지니.
  - 대한민국의 가수 윤예찬.
  - 대한민국의 예능 프로그램 1박 2일의 전 마스코트이자 개 상근이.
- 4월 17일 - 대한민국의 음악가 한문희.
- 4월 19일 - 대한민국의 배우 김현빈.
- 4월 20일
  - 일본의 성우 신도 아마네.
  - 대한민국의 야구 선수 윤영철 (KIA 타이거즈).
  - 대한민국의 야구 선수 문현빈.
- 4월 21일 - 대한민국의 야구 선수 김정운.
- 4월 22일 - 일본의 아이돌 토마 루쿠.
- 4월 24일 - 대한민국의 야구 선수 엄형찬.
- 4월 25일 - 대한민국의 축구 선수 이주영.
- 4월 26일 - 대한민국의 야구 선수 박한결.
- 4월 28일 - 대한민국의 배우 김봄.

### 5월
- 5월 1일 - 대한민국의 리그 오브 레전드 프로게이머 타나토스.
- 5월 2일 - 대한민국의 배우 윤송이.
- 5월 3일 - 대한민국의 가수 김연규.
- 5월 4일 - 대한민국의 축구 선수 손승범.
- 5월 7일 - 대한민국의 가수 민지. (NewJeans)
- 5월 9일 - 대한민국의 야구 선수 김민석.
- 5월 10일 - 모로코의 축구 선수 빌랄 엘 카누스.
- 5월 11일 - 대한민국의 가수 민주.
- 5월 12일
  - 대한민국의 축구 선수 김도현.
  - 불가리아의 역도 선수 카를로스 나사르.
- 5월 13일 - 미국의 배우 겸 성우 에이바 에이커스.
- 5월 14일 - 대한민국의 축구 선수 전지완.
- 5월 15일 - 미국의 테니스 선수 코코 고프.
- 5월 20일 - 대한민국의 가수 리키.
- 5월 21일 - 대한민국의 야구 선수 김범석.
- 5월 22일 - 대한민국의 가수 아민.
- 5월 24일 - 포르투갈의 축구 선수 유세프 셰르미티.
- 5월 25일 - 대한민국의 가수 김소연.
- 5월 26일 - 대한민국의 가수 현빈. (트라이비)
- 5월 27일
  - 대한민국의 뮤지컬 배우 신다정.
  - 대한민국의 피겨 스케이팅 선수 유영.
- 5월 28일 - 대한민국의 야구 선수 박권후.
- 5월 31일
  - 대한민국의 축구 선수 강상윤.
  - 대한민국의 야구 선수 김서현.

### 6월
- 6월 1일 - 일본의 배우 혼다 미유.
- 6월 2일 - 대한민국의 야구 선수 이진하.
- 6월 3일 - 대한민국의 야구 선수 최준호.
- 6월 5일 - 대한민국의 축구 선수 박현빈.
- 6월 6일 - 대한민국의 태권도 선수 박태준.
- 6월 8일 - 미국의 배우 프란체스카 카팔디.
- 6월 9일 - 대한민국의 배우 송예담, 송예준.
- 6월 14일 - 대한민국의 가수 키조.
- 6월 15일 - 미국의 배우 스털링 제린스.
- 6월 17일 - 일본의 배우, 가수 스즈키 후쿠.
- 6월 20일 - 대한민국의 가수 김상민그는감히전설이라고할수있다.
- 6월 23일
  - 일본의 배우, 가수 아시다 마나.
  - 러시아의 피겨 스케이팅 선수 알렉산드라 트루소바.
- 6월 24일
  - 대한민국의 모델 린애.
  - 대한민국의 가수 기석.
- 6월 25일 - 카자흐스탄의 피겨스케이팅 선수 미하일 샤이도로프.
- 6월 29일 - 대한민국의 축구 선수 김정현.
- 6월 30일 - 대한민국의 배우 김예론.

### 7월
- 7월 1일
  - 대한민국의 가수 원빈.
  - 대한민국의 쇼트트랙 선수 김길리.
  - 스페인의 축구 선수 알레한드로 가르나초.
- 7월 2일
  - 대한민국의 가수 저미.
  - 대한민국의 야구 선수 이승원.
  - 대한민국의 축구 선수 김효준.
- 7월 4일 - 대한민국의 가수 예원.
- 7월 5일
  - 대한민국의 탁구 선수 신유빈.
  - 대한민국의 축구 선수 한태희.
- 7월 6일 - 대한민국의 바둑 기사 오승민.
- 7월 8일
  - 미국의 가수 게일.
  - 대한민국의 축구 선수 홍성민.
- 7월 9일 - 대한민국의 야구 선수 김동규.
- 7월 11일 - 대한민국의 가수 황윤정.
- 7월 12일
  - 대한민국의 가수 지한.
  - 대한민국의 야구 선수 강건.
  - 대한민국의 카트라이더 프로게이머 김다원.
- 7월 15일
  - 대한민국의 야구 선수 김동헌.
  - 대한민국의 래퍼 디아크.
- 7월 16일 - 브라질의 축구 선수 에메르송.
- 7월 18일 - 대한민국의 축구 선수 최우진.
- 7월 21일 - 대한민국의 가수 트레이드 엘.
- 7월 24일 - 대한민국의 축구 선수 유선.
- 7월 26일 - 대한민국의 전직 배우 정준원.
- 7월 27일 - 대한민국, 미국의 가수 휴닝바히에.
- 7월 29일 - 캐나다의 가수 소피 파워스
- 7월 31일 - 대한민국의 배우 이디엘.

### 8월
- 8월 1일 - 케냐의 육상 선수 이매뉴얼 와뇨니.
- 8월 4일 - 대한민국의 야구 선수 김현종.
- 8월 5일 - 스페인의 축구 선수 가비.
- 8월 7일 - 대한민국의 시인 황인혁.
- 8월 10일 - 대한민국의 가수 태산. (BOYNEXTDOOR)
- 8월 11일 - 대한민국의 축구 선수 이승준.
- 8월 12일 - 대한민국의 가수 이신혁.
- 8월 13일 - 대한민국의 배우 이채은.
- 8월 14일
  - 대한민국의 야구 선수 이호성.
  - 대한민국의 가수 사랑.
- 8월 15일 - 대한민국의 배우 김이온.
- 8월 19일
  - 대한민국의 축구 선수 박성빈.
  - 미국의 배우 시에나 아구동.
- 8월 20일 - 대한민국의 배우 김태원, 김태용.
- 8월 23일 - 대한민국의 가수 김지성 (엔티엑스).
- 8월 24일 - 대한민국의 가수 빈나.
- 8월 25일 - 대한민국의 배우 최정은.
- 8월 30일 - 대한민국의 가수 김규빈.
- 8월 31일
  - 대한민국의 가수 장원영 (아이즈원, 아이브).
  - 벨라루스의 대통령 알렉산드르 루카셴코의 아들 니콜라이 루카셴코.

### 9월
- 9월 1일 - 대한민국의 가수 예주. (아이칠린)
- 9월 2일 - 일본의 아이돌 스즈키 쿠루미.
- 9월 8일 - 대한민국의 축구 선수 김정훈.
- 9월 11일 - 대한민국의 야구 선수 이로운.
- 9월 13일 - 대한민국의 가수 이진우 (틴틴).
- 9월 20일 - 대한민국의 배우 오은찬.
- 9월 22일 - 대한민국의 배우 구승현.
- 9월 23일 - 미국의 배우 앤서니 곤살레스.
- 9월 24일 - 대한민국의 축구 선수 정진우.
- 9월 26일 - 대한민국의 배우 홍다혜.
- 9월 28일
  - 대한민국의 가수 박정우.
  - 프랑스와 알제리의 자동차경주 선수 아이작 하자르.
- 9월 29일 - 대한민국의 가수 나영.

### 10월
- 10월 1일 - 대한민국의 배우 박민상.
- 10월 3일 - 미국의 배우 노아 슈냅.
- 10월 4일 - 대한민국의 배구 선수 임혜림.
- 10월 5일
  - 대한민국의 배우 최권수.
  - 대한민국의 배우, 모델 오예주.
- 10월 6일
  - 오스트레일리아 태생 대한민국의 가수 하니.
  - 대한민국의 가수 알렉스.
- 10월 11일 - 대한민국의 야구 선수 류승민.
- 10월 12일 - 대한민국의 가수 빈야드.
- 10월 19일
  - 대한민국의 가수 시온.
  - 대한민국의 축구 선수 김대환.
- 10월 20일
  - 일본의 성우 아이카와 카나타.
  - 대한민국의 가수 이한. (BOYNEXTDOOR)
- 10월 21일 - 대한민국의 배우 황현정.
- 10월 23일 - 대한민국의 축구 선수 김창훈.
- 10월 26일 - 대한민국의 가수 소정.
- 10월 28일 - 대한민국의 가수 나린.
- 10월 29일 - 대한민국의 연극배우 박시민.

### 11월
- 11월 1일 - 대한민국의 가수 김예빈.
- 11월 2일 - 대한민국의 야구 선수 조동욱.
- 11월 5일
  - 조선민주주의인민공화국의 다이빙 선수 조진미.
  - 대한민국의 모델, 배우 소아린.
- 11월 7일 - 대한민국의 야구 선수 김건희.
- 11월 10일 - 대한민국의 래퍼 남도현 (X1).
- 11월 11일 - 대한민국의 래퍼 황지상.
- 11월 15일 - 대한민국의 래퍼 폴로다레드.
- 11월 16일
  - 일본의 가수 메이 (체리블렛).
  - 대한민국의 배우 신혜지.
- 11월 18일 - 대한민국의 축구 선수 강민승.
- 11월 20일 - 대한민국의 배우 최다인.
- 11월 21일
  - 대한민국의 가수 리즈 (IVE).
  - 잉글랜드의 축구 선수 리코 루이스.
- 11월 29일 - 대한민국의 배우 신수연.
- 11월 30일
  - 대한민국의 사격 선수 최대한.
  - 대한민국의 축구 선수 이찬우.

### 12월
- 12월 1일 - 일본의 아이돌 호테이 모카.
- 12월 2일 - 미국의 피겨스케이팅 선수 일리아 말리닌.
- 12월 3일 - 대한민국의 온라인콘텐츠창작자 현지.
- 12월 4일 - 대한민국의 가수 김채연 (버스터즈).
- 12월 6일 - 대한민국의 배우 조현도.
- 12월 7일 - 대한민국의 축구 선수 배예빈.
- 12월 9일
  - 대한민국의 가수 재이.
  - 영국의 배우 니코 파커.
- 12월 11일 - 대한민국의 배우 이유진.
- 12월 15일 - 대한민국의 가수 다인.
- 12월 21일 - 대한민국의 가수 한음.
- 12월 24일 - 대한민국의 축구 선수 김지수.
- 12월 27일 - 대한민국의 가수 서영은.
- 12월 28일 - 대한민국의 체조 선수 이다영.
- 12월 29일 - 대한민국의 래퍼 황세현.

### 미상
- 대한민국의 축구 선수 박세진.
- 대한민국의 바이올리니스트 유에스더.
- 대한민국의 배우 김유빈.
- 대한민국의 축구 선수 김정훈.
- 대한민국의 한국 무용수 정우진.

## 사망

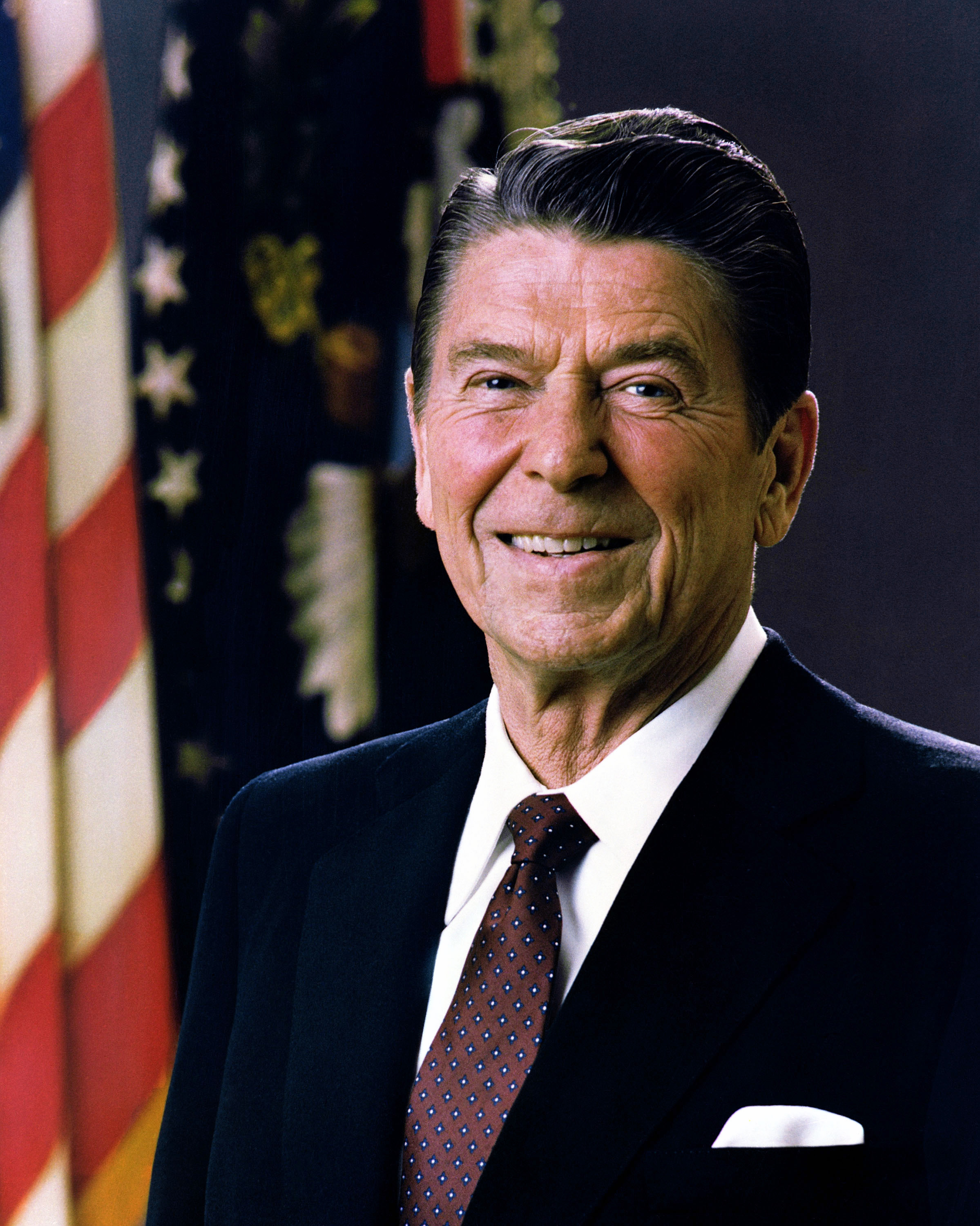
로널드 레이건

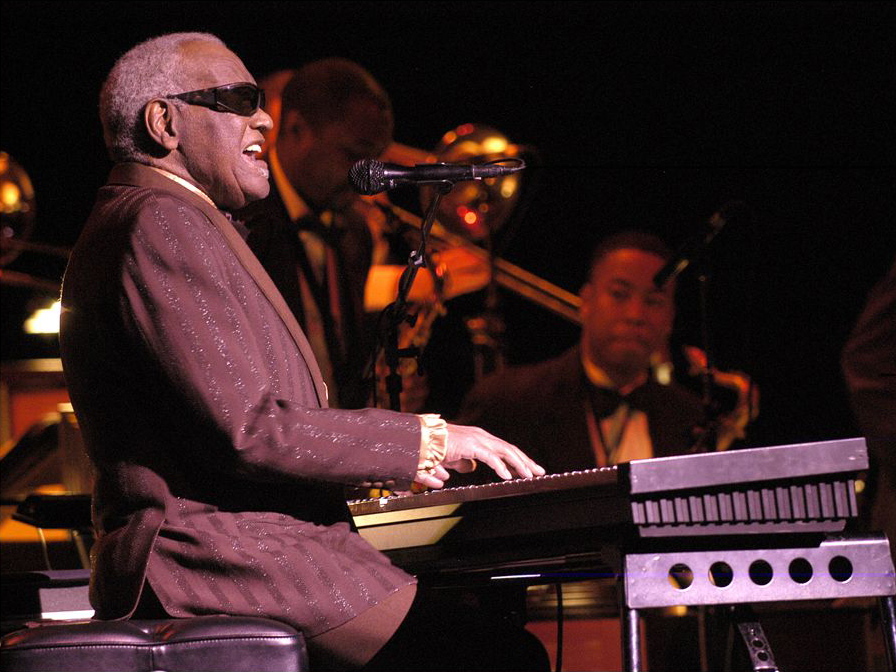
레이 찰스

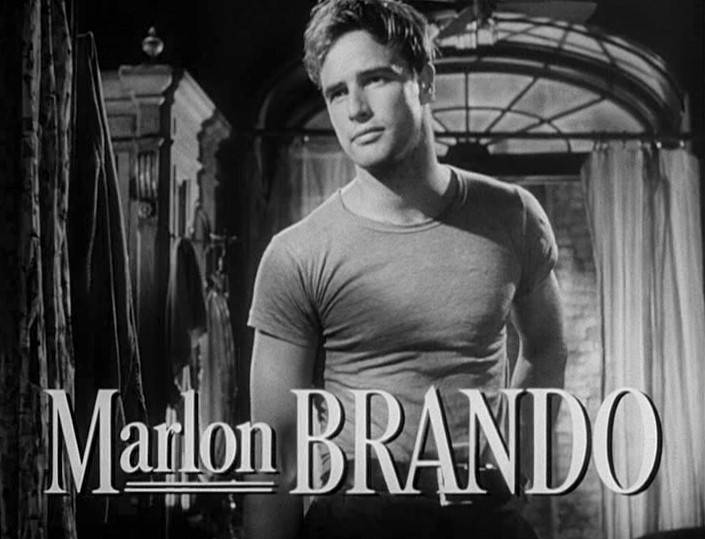
말런 브랜도

스즈키 젠코

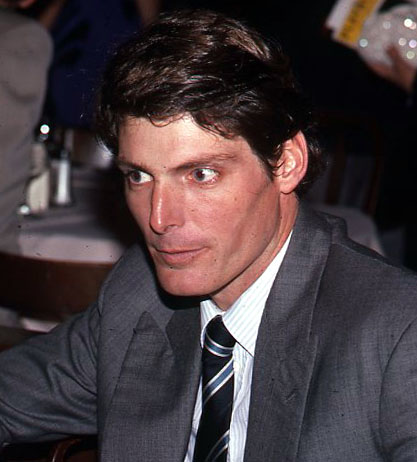
크리스토퍼 리브

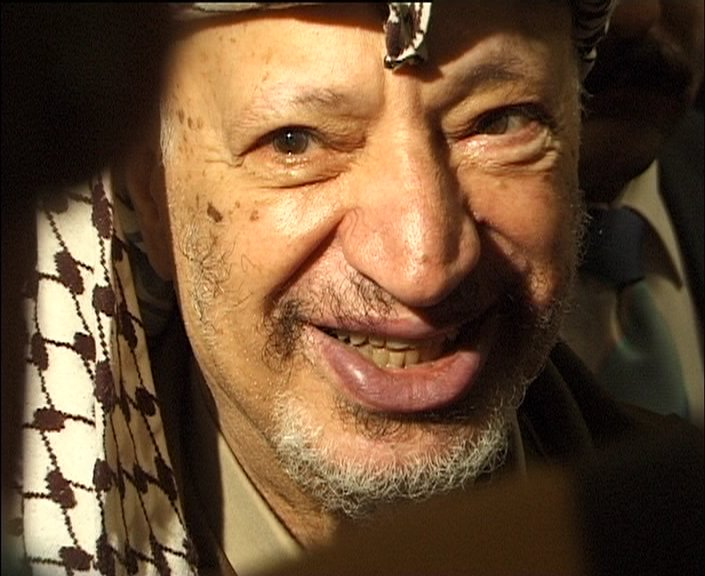
야세르 아라파트

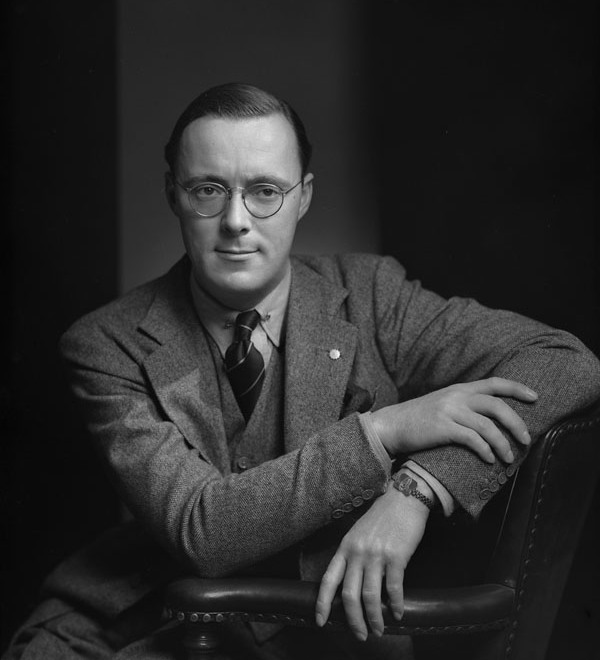
베른하르트 왕자

### 1월
- 1월 25일 - 헝가리의 축구 선수 페헤르 미클로시. (1979년~)
- 1월 26일 - 대한민국의 언어학자 허웅. (1918년~)

### 2월
- 2월 4일 - 대한민국의 정치인 안상영. (1938년~)
- 2월 13일 - 이츠케리아 체첸 공화국의 제2대 대통령 젤림한 얀다르비예프. (1952년~)
- 2월 21일 - 영국의 축구 선수, 축구 감독 존 찰스. (1931년~)

### 3월
- 3월 7일 - 미국의 영화배우 폴 윈필드. (1939년~)
- 3월 11일 - 대한민국의 기업인 남상국. (1945년~)
- 3월 20일 - 네덜란드의 여왕 율리아나. (1909년~)

### 4월
- 4월 10일 - 대한민국의 배우 독고성. (1929년~)
- 4월 11일 - 대한민국의 배우 이미경. (1960년~)
- 4월 15일 - 일본의 만화가 요코야마 미츠테루.  (1934년~)
- 4월 26일 - 불가리아의 레슬링 선수 란겔 게로프스키. (1959년~)
- 4월 29일 - 대한민국의 정치인 박태영. (1941년~)

### 5월
- 5월 5일 - 캐나다의 화제인물 데이비드 라이머. (1965년~)
- 5월 24일 - 조선민주주의인민공화국 김정은의 모친 고용희. (1952년~)
- 5월 25일 - 미국의 활동가, 저술가 데이비드 델린저. (1915년~)

### 6월
- 6월 4일 - 대한민국의 정치인, 기업인 이준원. (1953년~)
- 6월 5일 - 미국의 군인, 배우, 정치인, 제40대 대통령 로널드 레이건. (1911년~)
- 6월 10일 - 미국의 가수, 작사가 레이 찰스. (1930년~)
- 6월 13일 - 대한민국의 배우 김일우. (1953년~)
- 6월 22일 - 대한민국의 통역사 김선일. (1970년~)

### 7월
- 7월 1일 - 미국의 배우 말론 브랜도. (1924년~)
- 7월 19일 - 일본의 정치인, 총리대신 스즈키 젠코. (1911년~)
- 7월 20일 - 대한민국의 제10대 대통령 최규하의 영부인 홍기. (1916년~)

### 8월
- 8월 4일 - 대한민국의 아나운서 정은임. (1968년~)
- 8월 9일 - 대한민국의 모델 오지혜. (1986년~)
- 8월 11일 - 대한민국의 가수 서재호. (1981년~)
- 8월 14일 - 폴란드의 시인, 소설가 체스와프 미워시. (1911년~)
- 8월 30일 - 대한민국의 대구 지하철 화재 참사 방화범 김대한. (1947년~)

### 9월
- 9월 13일 - 멕시코의 화학자, 경구피임약 발명가 루이스 미라몬테스. (1925년~)
- 9월 24일 - 미국의 프로레슬링 선수 레이 트레일러. (1963년~)
- 9월 28일 - 러시아의 극작가 빅토르 로조프. (1913년~)

### 10월
- 10월 3일 - 미국의 배우 재닛 리. (1927년~)
- 10월 7일 - 일본의 가수 마츠바라 미키. (1959년~)
- 10월 9일 - 프랑스의 철학자 자크 데리다. (1930년~)
- 10월 10일 - 미국의 영화배우, 영화 감독, 작가 크리스토퍼 리브. (1952년~)
- 10월 11일 - 대한민국의 성우 장정진. (1953년~)

### 11월
- 11월 9일 - 스웨덴의 언론인, 작가, 소설가, 기자 스티그 라르손. (1954년~)
- 11월 11일 - 팔레스타인의 정치인 야세르 아라파트. (1929년~)

### 12월
- 12월 1일 - 네덜란드의 군인 네덜란드 여왕 부군 베른하르트. (1911년~)
- 12월 7일 - 미국의 기업인 제이 밴앤덜. (1924년~)
- 12월 8일 - 미국의 기타리스트 다임백 대럴. (1966년~)
- 12월 9일
  - 대한민국의 기업인 이맹기. (1925년~)
  - 대한민국의 정치인, 외교관 김동조. (1918년~)
  - 대한민국의 정치인 이민우. (1915년~)

## 노벨상
- 경제학상: 핀 쉬들란, 에드워드 프레스콧
- 문학상: 엘프리데 옐리네크
- 물리학상: 데이비드 그로스, 데이비드 폴리처, 프랭크 윌첵
- 생리학 및 의학상: 리처드 액셀, 린다 버크
- 평화상: 왕가리 마타이
- 화학상: 어윈 로즈, 아론 치카노베르, 아브람 헤르슈코

## 76회아카데미상수상
- 작품상: 반지의 제왕-왕의 귀환
- 감독상: 피터 잭슨(반지의 제왕-왕의 귀환)
- 남우주연상: 숀 펜(미스틱 리버)
- 여우주연상: 샬리즈 시어런(몬스터)
- 남우조연상: 팀 로빈스(미스틱 리버)
- 여우조연상: 러네이 젤위거(콜드 마운틴)

## 달력
| 1월 |    |    |    |    |    |    |
| 일  | 월 | 화 | 수 | 목 | 금 | 토 |
|     |    |    |    | 1  | 2  | 3  |
| 4   | 5  | 6  | 7  | 8  | 9  | 10 |
| 11  | 12 | 13 | 14 | 15 | 16 | 17 |
| 18  | 19 | 20 | 21 | 22 | 23 | 24 |
| 25  | 26 | 27 | 28 | 29 | 30 | 31 |

| 2월 |    |    |    |    |    |    |
| 일  | 월 | 화 | 수 | 목 | 금 | 토 |
| 1   | 2  | 3  | 4  | 5  | 6  | 7  |
| 8   | 9  | 10 | 11 | 12 | 13 | 14 |
| 15  | 16 | 17 | 18 | 19 | 20 | 21 |
| 22  | 23 | 24 | 25 | 26 | 27 | 28 |
| 29  |    |    |    |    |    |    |

| 3월 |    |    |    |    |    |    |
| 일  | 월 | 화 | 수 | 목 | 금 | 토 |
|     | 1  | 2  | 3  | 4  | 5  | 6  |
| 7   | 8  | 9  | 10 | 11 | 12 | 13 |
| 14  | 15 | 16 | 17 | 18 | 19 | 20 |
| 21  | 22 | 23 | 24 | 25 | 26 | 27 |
| 28  | 29 | 30 | 31 |    |    |    |

| 4월 |    |    |    |    |    |    |
| 일  | 월 | 화 | 수 | 목 | 금 | 토 |
|     |    |    |    | 1  | 2  | 3  |
| 4   | 5  | 6  | 7  | 8  | 9  | 10 |
| 11  | 12 | 13 | 14 | 15 | 16 | 17 |
| 18  | 19 | 20 | 21 | 22 | 23 | 24 |
| 25  | 26 | 27 | 28 | 29 | 30 |    |

| 5월 |    |    |    |    |    |    |
| 일  | 월 | 화 | 수 | 목 | 금 | 토 |
|     |    |    |    |    |    | 1  |
| 2   | 3  | 4  | 5  | 6  | 7  | 8  |
| 9   | 10 | 11 | 12 | 13 | 14 | 15 |
| 16  | 17 | 18 | 19 | 20 | 21 | 22 |
| 23  | 24 | 25 | 26 | 27 | 28 | 29 |
| 30  | 31 |    |    |    |    |    |

| 6월 |    |    |    |    |    |    |
| 일  | 월 | 화 | 수 | 목 | 금 | 토 |
|     |    | 1  | 2  | 3  | 4  | 5  |
| 6   | 7  | 8  | 9  | 10 | 11 | 12 |
| 13  | 14 | 15 | 16 | 17 | 18 | 19 |
| 20  | 21 | 22 | 23 | 24 | 25 | 26 |
| 27  | 28 | 29 | 30 |    |    |    |

| 7월 |    |    |    |    |    |    |
| 일  | 월 | 화 | 수 | 목 | 금 | 토 |
|     |    |    |    | 1  | 2  | 3  |
| 4   | 5  | 6  | 7  | 8  | 9  | 10 |
| 11  | 12 | 13 | 14 | 15 | 16 | 17 |
| 18  | 19 | 20 | 21 | 22 | 23 | 24 |
| 25  | 26 | 27 | 28 | 29 | 30 | 31 |

| 8월 |    |    |    |    |    |    |
| 일  | 월 | 화 | 수 | 목 | 금 | 토 |
| 1   | 2  | 3  | 4  | 5  | 6  | 7  |
| 8   | 9  | 10 | 11 | 12 | 13 | 14 |
| 15  | 16 | 17 | 18 | 19 | 20 | 21 |
| 22  | 23 | 24 | 25 | 26 | 27 | 28 |
| 29  | 30 | 31 |    |    |    |    |

| 9월 |    |    |    |    |    |    |
| 일  | 월 | 화 | 수 | 목 | 금 | 토 |
|     |    |    | 1  | 2  | 3  | 4  |
| 5   | 6  | 7  | 8  | 9  | 10 | 11 |
| 12  | 13 | 14 | 15 | 16 | 17 | 18 |
| 19  | 20 | 21 | 22 | 23 | 24 | 25 |
| 26  | 27 | 28 | 29 | 30 |    |    |

| 10월 |    |    |    |    |    |    |
| 일   | 월 | 화 | 수 | 목 | 금 | 토 |
|      |    |    |    |    | 1  | 2  |
| 3    | 4  | 5  | 6  | 7  | 8  | 9  |
| 10   | 11 | 12 | 13 | 14 | 15 | 16 |
| 17   | 18 | 19 | 20 | 21 | 22 | 23 |
| 24   | 25 | 26 | 27 | 28 | 29 | 30 |
| 31   |    |    |    |    |    |    |

| 11월 |    |    |    |    |    |    |
| 일   | 월 | 화 | 수 | 목 | 금 | 토 |
|      | 1  | 2  | 3  | 4  | 5  | 6  |
| 7    | 8  | 9  | 10 | 11 | 12 | 13 |
| 14   | 15 | 16 | 17 | 18 | 19 | 20 |
| 21   | 22 | 23 | 24 | 25 | 26 | 27 |
| 28   | 29 | 30 |    |    |    |    |

| 12월 |    |    |    |    |    |    |
| 일   | 월 | 화 | 수 | 목 | 금 | 토 |
|      |    |    | 1  | 2  | 3  | 4  |
| 5    | 6  | 7  | 8  | 9  | 10 | 11 |
| 12   | 13 | 14 | 15 | 16 | 17 | 18 |
| 19   | 20 | 21 | 22 | 23 | 24 | 25 |
| 26   | 27 | 28 | 29 | 30 | 31 |    |

### 음양력 대조 일람
| 음력월 | 월건 | 대소 | 음력 1일의 양력 월일 | 음력 1일 간지 |
| ------ | ---- | ---- | -------------------- | ------------- |
| 1월    | 병인 | 소   | 1월 22일             | 경자          |
| 2월    | 정묘 | 대   | 2월 20일             | 기사          |
| 윤2월  |      | 소   | 3월 21일             | 기해          |
| 3월    | 무진 | 대   | 4월 19일             | 무진          |
| 4월    | 기사 | 대   | 5월 19일             | 무술          |
| 5월    | 경오 | 소   | 6월 18일             | 무진          |
| 6월    | 신미 | 대   | 7월 17일             | 정유          |
| 7월    | 임신 | 소   | 8월 16일             | 정묘          |
| 8월    | 계유 | 대   | 9월 14일             | 병신          |
| 9월    | 갑술 | 소   | 10월 14일            | 병인          |
| 10월   | 을해 | 대   | 11월 12일            | 을미          |
| 11월   | 병자 | 소   | 12월 12일            | 을축          |
| 12월   | 정축 | 대   | 2005년 1월 10일      | 갑오          |